# Panasonic Lumix DMC-FZ50

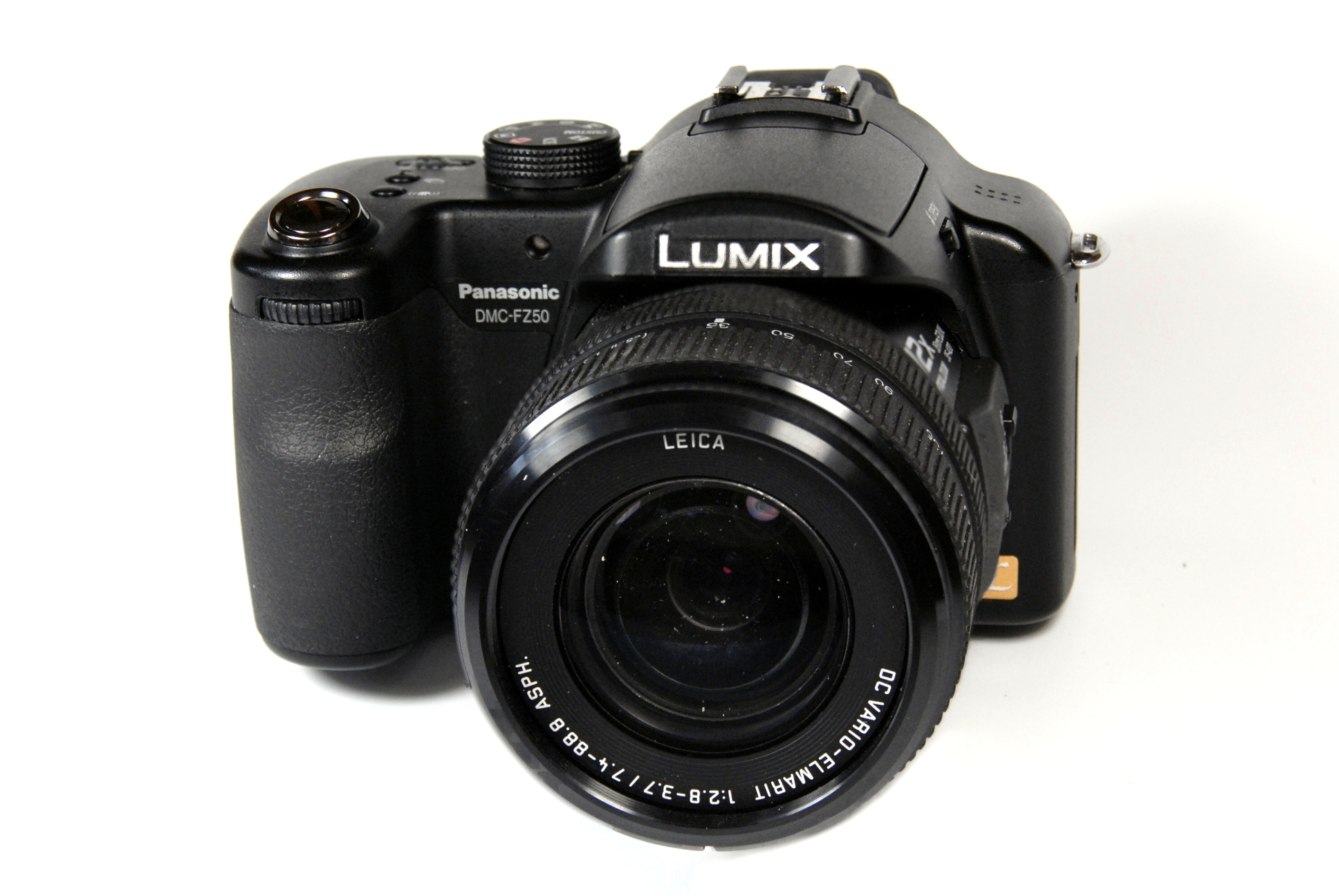
Vorderseite der Panasonic Lumix DMC-FZ50

Rückseite der Panasonic Lumix DMC-FZ50

Die Panasonic Lumix DMC-FZ50 ist eine digitale Bridgekamera mit Superzoomobjektiv. Sie wurde im September 2006 erstmals verkauft und war das Folgemodell der Lumix DMC-FZ30. Eine weitgehend baugleiche Kamera wurde von Leica unter der Typenbezeichnung V-Lux 1 angeboten. Seit Sommer 2010 waren FZ100 und (als abgespeckte Variante) FZ45 als Alternativen erhältlich.

## Ausstattung
Panasonics FZ50 verfügt über das von Leica entwickelte und gebaute Zwölffach-Zoomobjektiv „Leica DC Vario-Elmarit“ mit einer Brennweite f von 7,4–88,8 mm (35–420 mm ASPH), das schon in der Lumix FZ30 verbaut war. Dieses bietet je nach Brennweite eine Lichtstärke von 1:2,8 bis 1:3,7. Zusätzlich ist ein Vierfach-Digital-Zoom einstellbar. Die Kamera hat einstellbare Blenden von F2,8 bis F11 sowie Verschlusszeiten von 60 Sekunden bis 1⁄2000 Sekunde.
In Anlehnung an digitale Spiegelreflexkameras hat die FZ50 zum Zoomen und zur Scharfstellung Drehringe am Objektiv. Eine optionale Lupenfunktion kann das manuelle Scharfstellen erleichtern.
Die Fotos werden auf einem 1⁄1,8-Zoll-RGB-CCD-Sensor mit einer maximalen Auflösung von 3648 × 2736 Bildpunkten (Pixeln) (Format 4:3) aufgenommen. Der Venus-Engine-III-Prozessor soll für möglichst kurze Auslöseverzögerung, gutes Rauschverhalten, schnelle Bildspeicherung und damit kurze Bildfolgezeiten sorgen. Die Kamera besitzt das von Panasonic entwickelte Bildstabilisierungs-System MEGA O.I.S. (Optical Image Stabilizer), das in zwei Modi – dauerhaft und bei Auslösung – verfügbar ist und das Verwackeln bei großen Brennweiten verhindern soll. Dieses Bildstabilisierungssystem funktioniert mittels Sensoren, die die Bewegungen der Kamera 4000-mal pro Sekunde analysieren. Das Linsenelement im Objektiv wird aufgrund der Sensorenanalyse den Kamerabewegungen entgegengesetzt verschoben und die Nutzerbewegungen somit so weit wie möglich ausgeglichen.
Die Kamera ist mit einer zuschaltbaren automatischen ISO-Kontrolle ausgestattet. Die sogenannte I.I.C (Intelligent ISO Control) analysiert, ob Objekte des Fotos in Bewegung sind und erhöht bei Bedarf die Empfindlichkeitseinstellung. Infolgedessen kann durch eine kürzere Verschlusszeit ein sich schnell bewegendes Objekt scharf dargestellt werden.
Die Lumix DMC-FZ50 speichert die Fotos auf SD- oder MMC-Speicherkarten mit einer maximalen Speicherkapazität von 32 Gigabyte nach SDHC (SD High Capacity) im JPEG- oder RAW-Format.
Ein Lithium-Ionen-Akku (710 mAh, 7,2 V) versorgt die Kamera mit Strom. Mit einer Akkuladung sind durchschnittlich 400 bis 500 Fotos möglich, auch abhängig von dem Anteil der mit dem integrierten Blitzlicht geschossenen Fotos. Die Kamera besitzt einen elektrischen 0,44 Zoll großen Farbsucher mit 235.000 Pixeln mit Dioptriekorrektur und ein 2-Zoll-Display mit 207.000 Pixeln.
Die Lumix FZ50 wurde unter den Highend-Kompakten – gerade wegen der als sehr gut beschriebenen Ausstattung – häufig gut bewertet.

## Bedienung

Blitzschuh, Programmwahlrad, Serienbildknopf, Bildstabilisatorknopf und Ein-/Aus-Schalter

Menüs der Panasonic Lumix DMC-FZ50 im Sucher

Die Panasonic Lumix DMC-FZ50 verfügt über einen Vollautomatikmodus, einen beeinflussbaren Vollautomatikmodus, eine Automatik mit Verschlusszeitpriorität, eine Automatik mit Blendenpriorität sowie Motiv-Programme (Baby, Feuerwerk, Hochempfindlichkeit von ISO 3200, Kerzenlicht, Landschaft, Mitzieheffekt, Nacht-Landschaft, Nachtporträt, Party, Porträt, Schnee, schöne Haut, Speisen, Sport und Sternenhimmel). Zudem ist die völlige manuelle Kontrolle möglich. Die Einstellung Custom auf dem Moduswahlrad ermöglicht die individuelle Speicherung von 3 frei wählbaren Voreinstellungen. Wählbare Bildformate sind 4:3 (maximal 3648 × 2736 Pixel), 3:2 (maximal 3600 × 2400 Pixel) sowie 16:9 (max. 3584 × 2016 Pixel).
Mithilfe eines Moduswahlrades an der Kameraoberseite wird die Programmwahl vorgenommen; für die Einstellung von Blende und Belichtungszeit ist ein Wahlrad an der Kameravorderseite sowie eines an der Kamerahinterseite angebracht. Über einen Fokussierring am Objektiv kann eine manuelle Fokussierung vorgenommen werden. Wahlweise kann eine Lupenfunktion aktiviert werden, die den mittigen Bildausschnitt stark vergrößert darstellt, um das Scharfstellen zu erleichtern.
Ein manueller Weißabgleich ist über das Menü auswählbar. Er ist zu empfehlen, da die Weißabgleichautomatik der Kamera nicht immer zuverlässig arbeitet.
Die Belichtung wird wahlweise über eine Mehrfeld- bzw. mittenbetonte Integral- oder Spotmessung vorgenommen. Die automatische Fokussierung kann wahlweise über 9-Punkt-, 3-Punkt-Highspeed-, 1-Punkt-, 1-Punkt-Highspeed- oder Spot-Autofokus erfolgen. Über Auto Bracketing kann eine Belichtungsreihe mit drei unterschiedlich belichteten Fotos aufgenommen und so eine Fotoauswahl bei schwierigen Belichtungsverhältnissen ermöglicht werden.
Die Wiedergabe aufgenommener Fotos kann wahlweise mit bis zu 16-facher Vergrößerung im Sucher oder auf dem Display dargestellt werden, um einen – allerdings nicht zuverlässigen – Schärfeeindruck zu erhalten.

## Bildqualität
Die Kamera bietet eine Auflösung von 2211 Linien in der Bildhöhe. Ein immer wieder genannter Kritikpunkt war bei den Vorgängermodellen das Bildrauschen der Kamera ab ISO 200. Dieses konnte nur durch entsprechende Software in der Nachbearbeitung gemildert werden. Bei der FZ50 wird diese Rauschreduzierung durch den DNR-Chip (engl. Digital Noise Reduction ‚digitale Rauschunterdrückung‘) bereits kameraseitig vorgenommen, so dass das Problem des Rauschens zwar nicht beseitigt, aber deutlich gemildert wurde.

## Videofunktion
Die Kamera bietet neben den üblicherweise vorhandenen 640 × 480 Pixeln bei 30 Frames pro Sekunde zusätzlich das 16:9-Format (848 × 480 Pixel) bei gleicher Bildfrequenz.

## Unterschiede zu Vorgängermodellen
Bei der FZ50 entfällt die Möglichkeit, Fotos im TIFF-Format zu speichern. Ebenso wie mit dem Vorgängermodell FZ30 können Fotos mit der Panasonic Lumix FZ50 im Rohdatenformat gespeichert werden. Dies geht allerdings zu Lasten der Bildspeichergeschwindigkeit, da die abgespeicherte Datenmenge sehr groß ist (ca. 20 MB bei einer Auflösung von zehn Megapixeln). Das Foto wird dabei zusätzlich im JPG-Format gespeichert.
Die FZ50 kann Fotos aufgrund des neuen Zehn-Megapixel-Sensors in höherer Auflösung speichern. Der neue Venus-Engine-III-Bildprozessor mit DNR-Chip soll die Fotos der Kamera rauschärmer machen. Neben einer ISO-Automatik verfügt die Kamera nun auch über Einstellmöglichkeiten von 800 und 1600 ISO sowie über einen Hochempfindlichkeitsmodus von 3200 ISO (der allerdings wegen zu schlechten Rauschverhaltens wenig bis kaum nutzbar ist).
Weitere Neuerungen sind das ausklappbare und schwenkbare Farb-Display, das allerdings mit nur 2 Zoll Größe (5,1 cm) im Vergleich zu Konkurrenzmodellen relativ klein ausgefallen ist, und der erstmals bei der Lumix-DMC-Serie verbaute TTL-Blitzschuh.
Bevorzugte Einstellungen können auf drei Speicherplätzen (Custom) abgelegt werden. Der manuelle Weißabgleich ist in einem Koordinatensystem mit horizontaler Amber-Blau- und vertikaler Grün-Magenta-Achse feiner differenzierbar. Zur Ausrichtung der Kamera und zur besseren Bildkomposition kann wahlweise ein Gitternetz im Sucher oder Display angezeigt werden.
Im Videomodus ist bei der FZ50 das Zoomen während der Aufnahme möglich.

## Technische Daten des Herstellers
| Daten                           | Detail                                                                                  |
| ------------------------------- | --------------------------------------------------------------------------------------- |
| Objektiv                        | Leica DC Vario-Elmarit (14 Elemente, 10 Gruppen)                                        |
| Lichtstärke                     | F 2,8–3,7                                                                               |
| Filterdurchmesser               | 55 mm                                                                                   |
| Bildstabilisator                | Mega O.I.S.: optischer Bildstabilisator (2 Modi)                                        |
| Zoom                            | 12fach optisch; 4fach Digitalzoom                                                       |
| Verlängerter optischer Zoom     | max. 13,4 × (8 MP) / 17,1 × (5 MP) / 21,4 × (3 MP) in 4:3                               |
| Brennweite                      | f=7,4–88,8 mm (KB 35 mm: 35–420 mm)                                                     |
| Fokus                           | AF / AF Macro / MF / MF (Ring) / kontinuierlicher AF                                    |
| Fokusbereich                    | Normal: 30 cm (W) / 200 (T) bis unendlich; Makro / MF: 5 cm (W) / 200 (T) bis unendlich |
| Autofokus-Mehrfeldmessung       | 1-/1-Highspeed-/3-Highspeed-/9-Feld; Spot                                               |
| Lichtempfindlichkeit (ISO)      | Auto / Int. ISO / 100 / 200 / 400 / 800 / 1.600 (Hochempfindlichkeitsmodus: ISO 3200)   |
| CCD-Sensor / Pixel total        | 1⁄1,8 Zoll, 10,4 Mio. Pixel, Primärfarbenfilter                                         |
| Pixel effektiv                  | 10,1 Megapixel                                                                          |
| Gegenlichtkompensation          | im Auto-Modus                                                                           |
| Blende                          | F2.8 [W] / 3,7 [T] bis F11                                                              |
| Belichtungsmessung              | Intelligente Mehrfeld-, mittenbetonte Integral- und Spotmessung                         |
| Belichtungszeit                 | 60–1⁄2000 Sek.                                                                          |
| Bild-Einstellung                | Kontrast, Schärfe, Sättigung, Rauschunterdrückung                                       |
| Belichtungsprogramme (AE)       | Programm AE; P / A / S / M; 17 Motivprogramme                                           |
| Belichtungskorrektur            | 1⁄3-LW-Schritte, −2 bis +2 LW                                                           |
| Belichtungsreihe                | ± 1⁄3-LW- bis 1-LW-Schritte, 3 Bilder                                                   |
| Weißabgleich                    | Auto/Tageslicht/Wolken/Schatten/Halogen/Blitz/manuell 1+2                               |
| Selbstauslöser                  | 2 Sek. / 10 Sek.                                                                        |
| Bildformat                      | 4:3/3:2/16:9                                                                            |
| Bildgröße Foto 4:3 (Pixel)      | max. 3.648 × 2.736, 5 Abstufungen                                                       |
| Bildgröße Foto 3:2 (Pixel)      | max. 3.600 × 2.400, 4 Abstufungen                                                       |
| Bildgröße Foto 16:9 (Pixel)     | max. 3.584 × 2.016, 3 Abstufungen                                                       |
| Komprimierung                   | RAW/Fine/Standard                                                                       |
| Automatische Fotokontrolle      | 1 Sek. / 3 Sek. / Zoom                                                                  |
| Vergrößerungskontrolle          | 1×/4×/8×                                                                                |
| Auflösung Video 4:3 (Pixel)     | 640 × 480 / 320 × 240 (30/10 B/s)                                                       |
| Auflösung Video 16:9 (Pixel)    | 848 × 480 (30/10 B/s)                                                                   |
| Farbeffekte                     | Kalt, warm, schwarzweiß, Sepia                                                          |
| Serienbilder                    | max. 2 Bilder/Sek., max. 5 Bilder (Standard)                                            |
| Unlimited-Serienbilder          | bis zur max. Speicherkartengröße                                                        |
| eingebauter Blitz               | automatisch, 4 Einstellungen (u. a. mit Rote-Augen-Reduktion)                           |
| LC-Display (Größe/Pixel)        | 2,0 Zoll TFT (207.000 Pixel); Bildfeld ca. 100 %, schwenkbar                            |
| Sucher                          | elektronischer 0,44-Zoll-Farbsucher (235.000 Pixel)                                     |
| Stromversorgung                 | Li-Ion-Akku (7,2 V, 710 mAh)                                                            |
| Max. Batteriekapazität (LCD)    | ca. 360 Fotos (CIPA-Standard)                                                           |
| Max. Batteriekapazität (Sucher) | ca. 360 Fotos (CIPA-Standard)                                                           |
| Gewicht                         | 668 g (734 g mit SD-Karte und Akku)                                                     |
| Abmessungen (B × H × T)         | 14,1 cm × 8,6 cm × 14,2 cm                                                              |
| Farbe                           | Schwarz und Titan-Silber                                                                |